# Municipio de Taylor (condado de Howard)
El municipio de Taylor (en inglés: Taylor Township) es un municipio ubicado en el condado de Howard en el estado estadounidense de Indiana. En el año 2010 tenía una población de 9294 habitantes y una densidad poblacional de 118,03 personas por km².

## Geografía
El municipio de Taylor se encuentra ubicado en las coordenadas 40°26′6″N 86°3′8″O / 40.43500, -86.05222. Según la Oficina del Censo de los Estados Unidos, el municipio tiene una superficie total de 78.75 km², de la cual 78,75 km² corresponden a tierra firme y (0 %) 0 km² es agua.

## Demografía
Según el censo de 2010, había 9294 personas residiendo en el municipio de Taylor. La densidad de población era de 118,03 hab./km². De los 9294 habitantes, el municipio de Taylor estaba compuesto por el 91,84 % blancos, el 3,74 % eran afroamericanos, el 0,49 % eran amerindios, el 1,13 % eran asiáticos, el 0,77 % eran de otras razas y el 2,01 % eran de una mezcla de razas. Del total de la población el 2,93 % eran hispanos o latinos de cualquier raza.